# HD 159868 b
HD 159868 b는 항성 HD 159868을 돌고 있는 외계 행성이다. 질량으로 보아 목성형 행성으로 추측된다. 궤도는 심하게 찌그러져 있으며 항성으로부터의 평균 거리는 약 2 천문단위이다. 행성은 가까울 때는 약 0.62 천문단위 까지 별에 접근했다가, 멀어질 경우 약 3.38 천문단위까지 물러난다. 이처럼 거리가 급격히 변하기 때문에, HD 159868 b의 기후는 행성의 1년에 걸쳐 극심한 변화를 겪을 것이다.

## 같이 보기
- HD 219828 b

좌표:  17h 38m 59.526s, −43° 08′ 43.85″